# Ronald Crawford (friidrottare)
Ronald Crawford, född 26 mars 1936, död 8 augusti 2018, är en australisk friidrottare. Han deltog vid olympiska sommarspelen 1956, olympiska sommarspelen 1960 och olympiska sommarspelen 1964.